# Strijpen
Strijpen is een dorp in de Belgische provincie Oost-Vlaanderen en een deelgemeente van de stad Zottegem, het was een zelfstandige gemeente tot aan de gemeentelijke herindeling van 1971. Het dorpscentrum ligt net ten westen van het stadscentrum van Zottegem en is er door bebouwing mee verbonden. Strijpen ligt in de Zwalmstreek (Vlaamse Ardennen).

## Historiek
Strijpen was al in de vroege middeleeuwen bewoond. Aan de Beugelstraat werden Merovingische begraafplaatsen blootgelegd uit de zesde en zevende eeuw. De naam Strijpen komt van het Oudnederlandse 'Stripa', dat 'strook land' betekent. In 1162 werd door bisschop Nicolaus van Kamerijk aan abt Gillebertus de plechtige overdracht gedaan van het bezit en de inkomsten van de kerk van Strijpen. Vanaf de 12de eeuw tot de Franse tijd in België kwam het patronaatsrecht van de parochie dus in handen van de abdij van Mont-Saint-Martin, die er een priorij oprichtte die verdween bij de  godsdiensttroebelen in de zestiende eeuw. 

## Bezienswaardigheden
- De Sint-Andreaskerk is een neogotische kerk die werd gebouwd in 1897-1898 volgens de plannen door J. Goethals. Van de vorige kerk is enkel de 15de-eeuwse gotische noordelijke transeptarm bewaard gebleven. In de kerk hangt het monumentale schilderij De Besnijdenis van Christus van Nicolas de Liemaeckere.
- De Sint-Andrieskapel met omgeving is beschermd sedert 1983 en is gelegen langs de gelijknamige steenweg.
- De Sint-Antoniuskapel naast de Sint-Antoniuskluis in het gehucht Knutsegem.
- De Sint-Jozefkapel aan de Kleie.
- De Populier op de Vollander aan de vroegere vierschaar, de boom was een Marilandicapopulier en stond op de Vollanderkouter. De populier werd tussen 1890 en 1900 aangeplant, vermoedelijk ter vervanging van een eerdere boom. De populier was beschermd erfgoed sinds 2001 maar werd in 2020 geveld door storm Ciara. Er werd een stek van de oude populier teruggeplant.[5][6]
- Van den Borres Molen, een watermolen gelegen langs de Molenhoek aan de Traveinsbeek, is tussen 1148 en 1171 opgericht door de abdij van Mont-Saint-Martin. Herbouw vond plaats tussen 1571 en 1628. De korenmolen werd later gebruikt om elektriciteit op te wekken. Het is sedert 1981 een beschermd monument.
- Het Leirenshof (met de voormalige Leirensmolen) aan het Beislovenpark.
- De modernistische villa aan de Bruggenhoek 44 uit 1938 ontworpen door Gérald Hoge.
- De art-decovilla Villa Puysseleyr op de Meerlaan uit 1930 ontworpen door Oscar Van de Voorde.
- Het Wijndomein De 3 Fonteinen op de Wurmendries.

## Natuur en landschap
Strijpen ligt aan de rand van de Vlaamse Ardennen op een hoogte van 22-70 meter. De belangrijkste waterloop is de Traveinsbeek die in westelijke richting naar de Zwalm stroomt.
Een belangrijk natuurgebied is het Bertelbos, dat op de grens met Roborst ligt. Een ander natuurgebied is het Wachtspaarbekken Bettelhovebeek op het Jan de Lichtepad, gelegen op de grens met Velzeke.

## Demografische ontwikkeling
- Bronnen:NIS, Opm:1831 tot en met 1970=volkstellingen

## Afbeeldingen

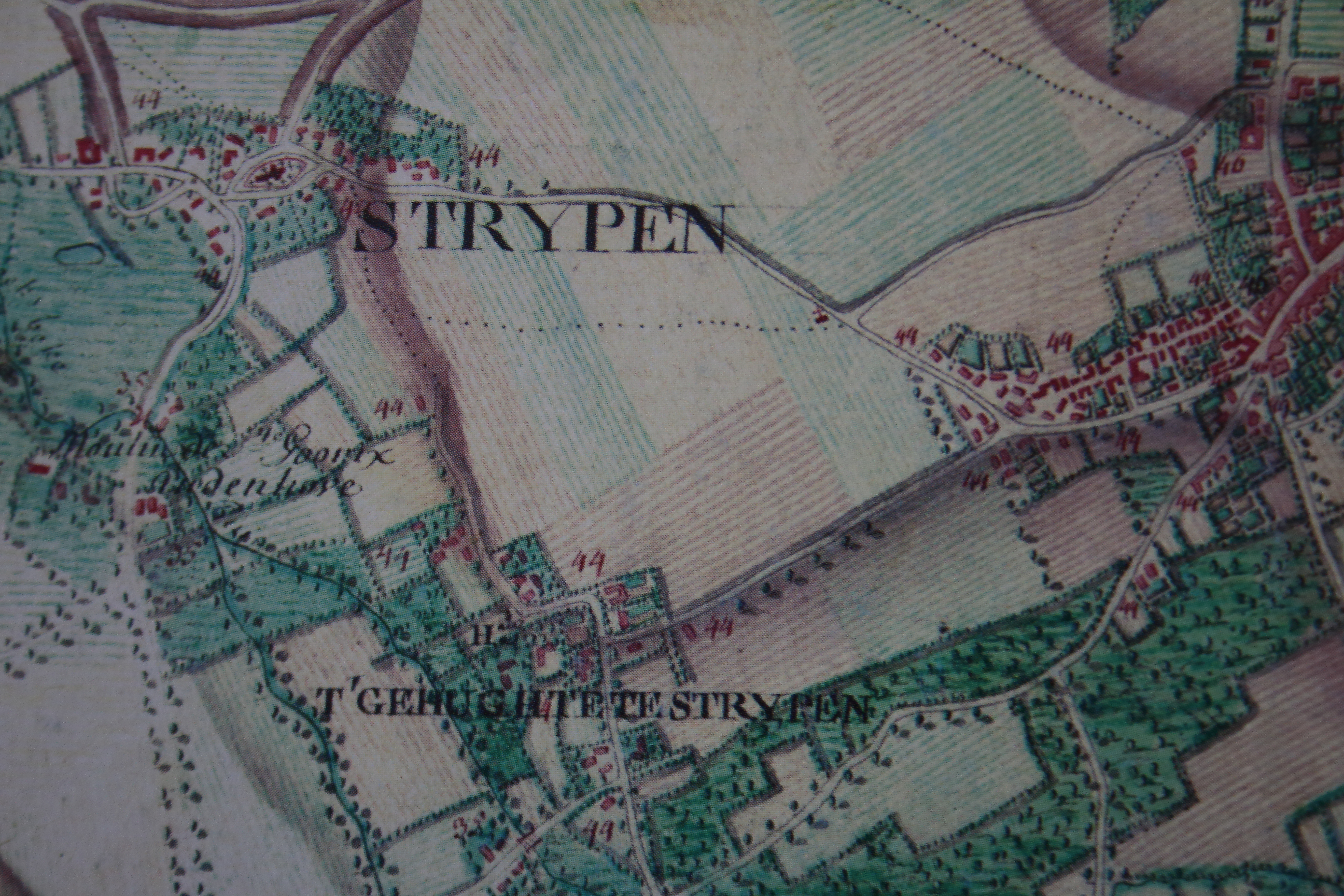
Strijpen op de Ferrariskaart
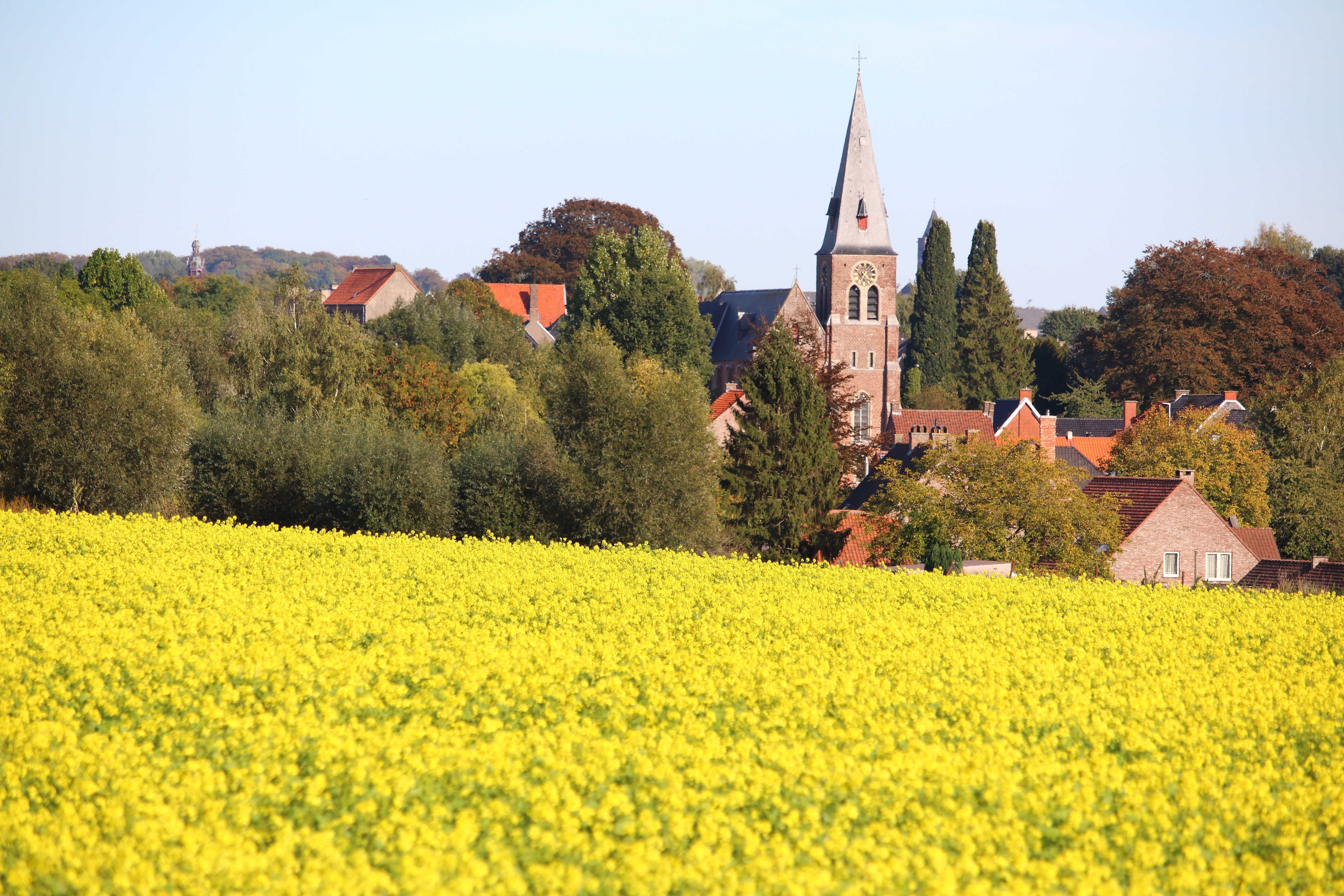
Gezicht op Strijpen
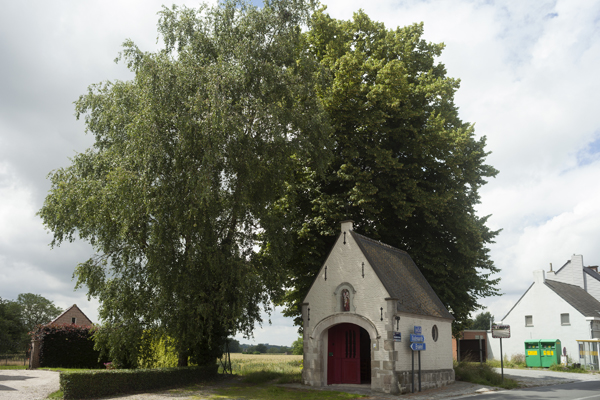
Sint-Andrieskapel
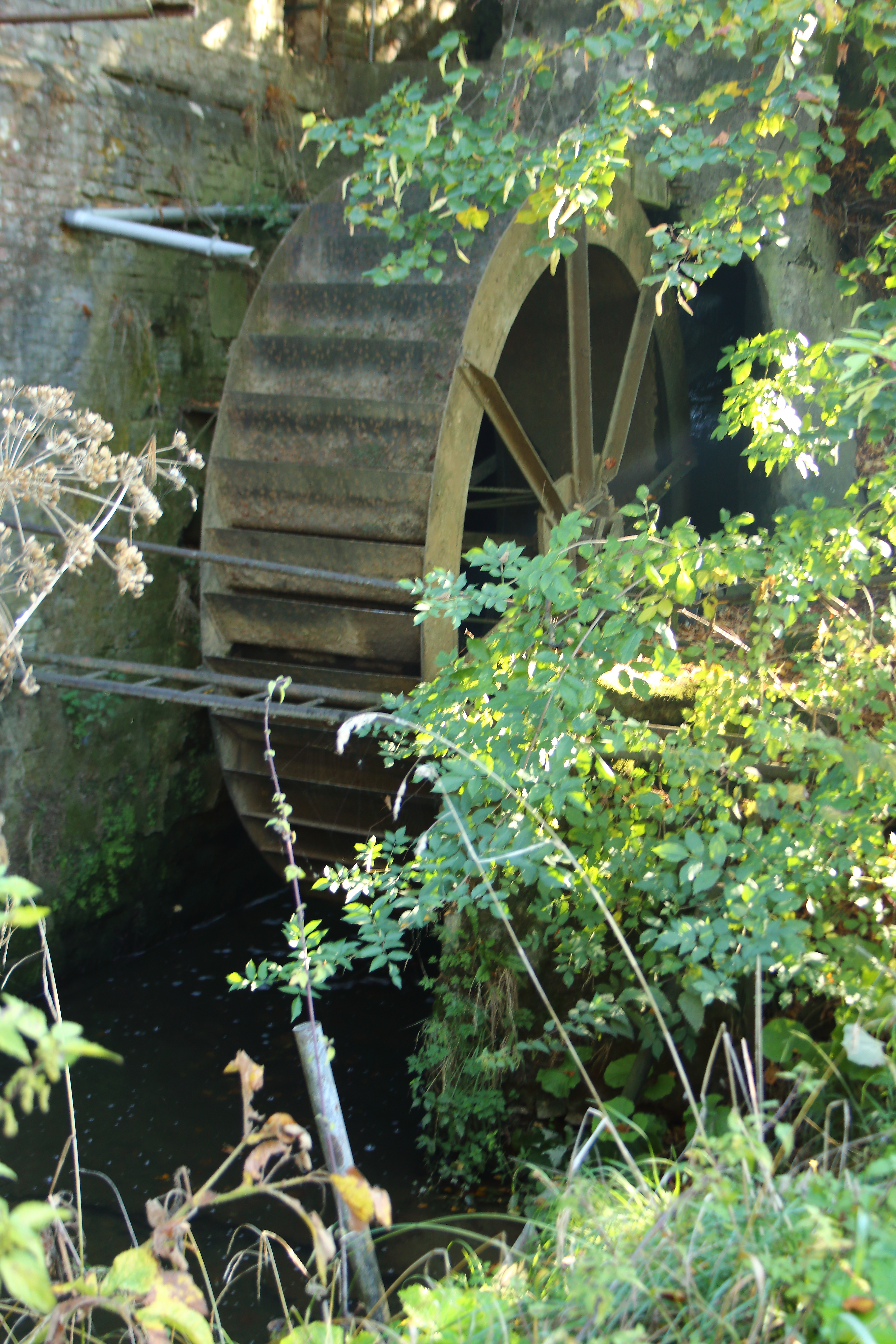
Molen Van den Borre
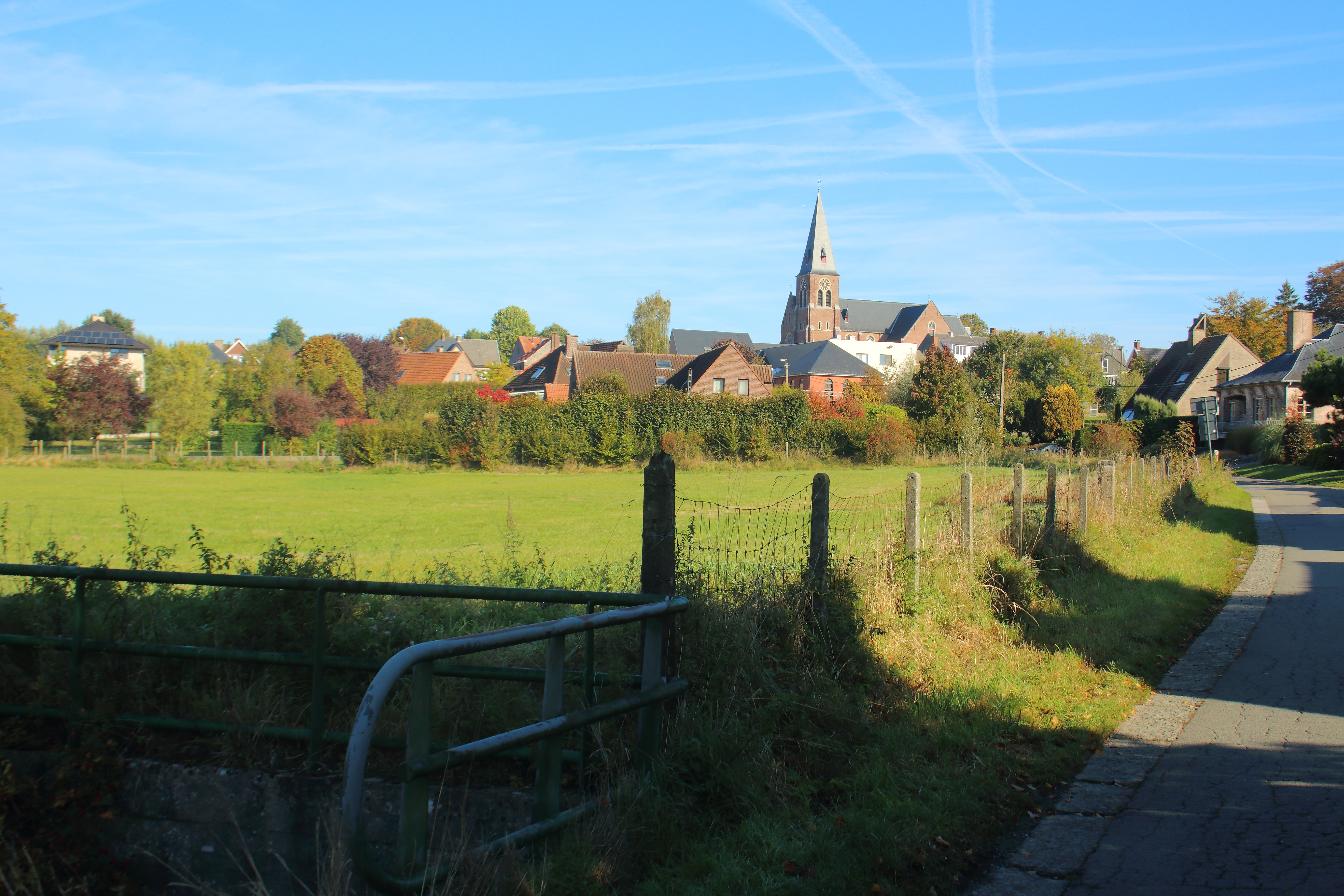
Gezicht op Strijpen
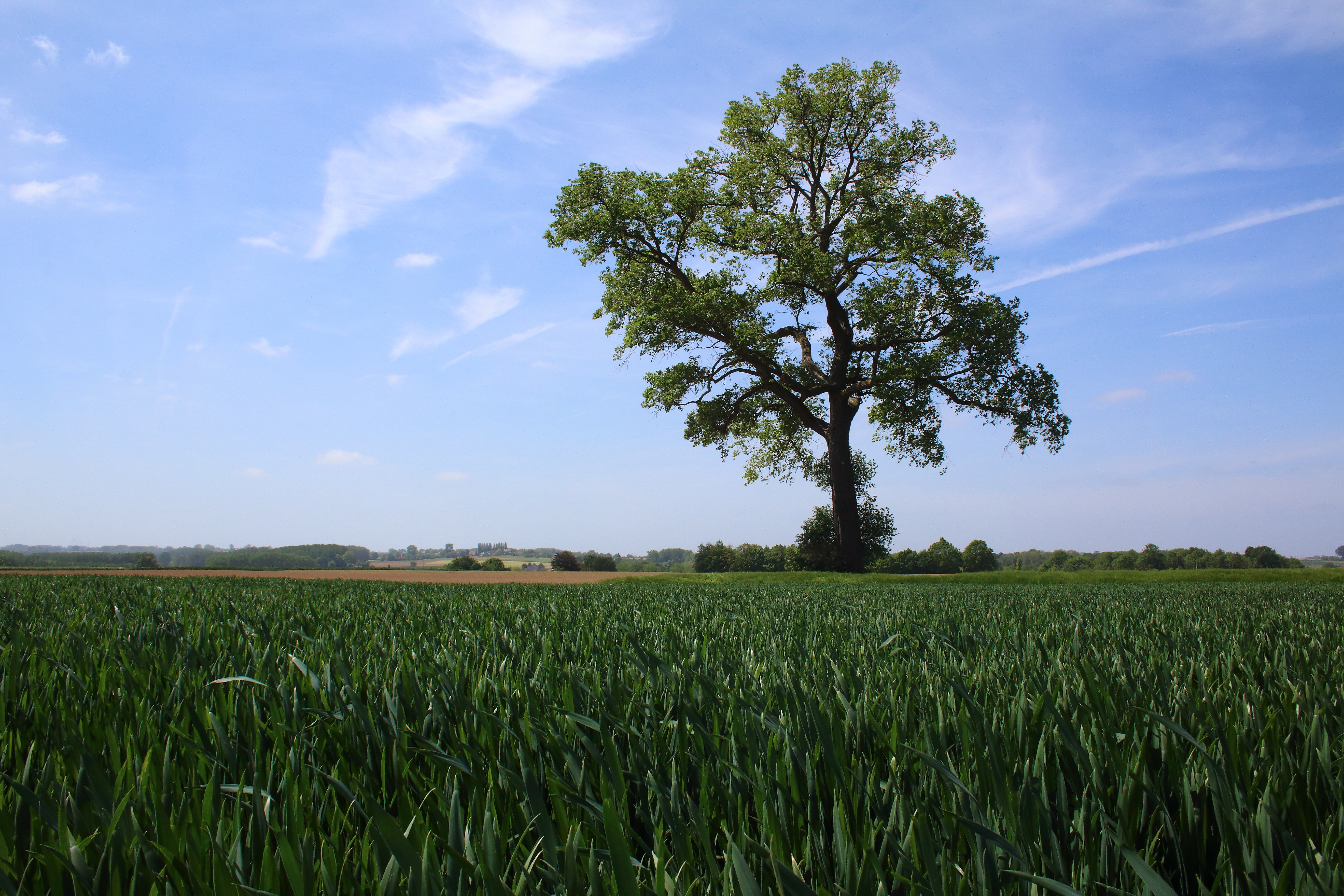
Voormalige Populier op de Vollander, geveld door storm Ciara in 2020
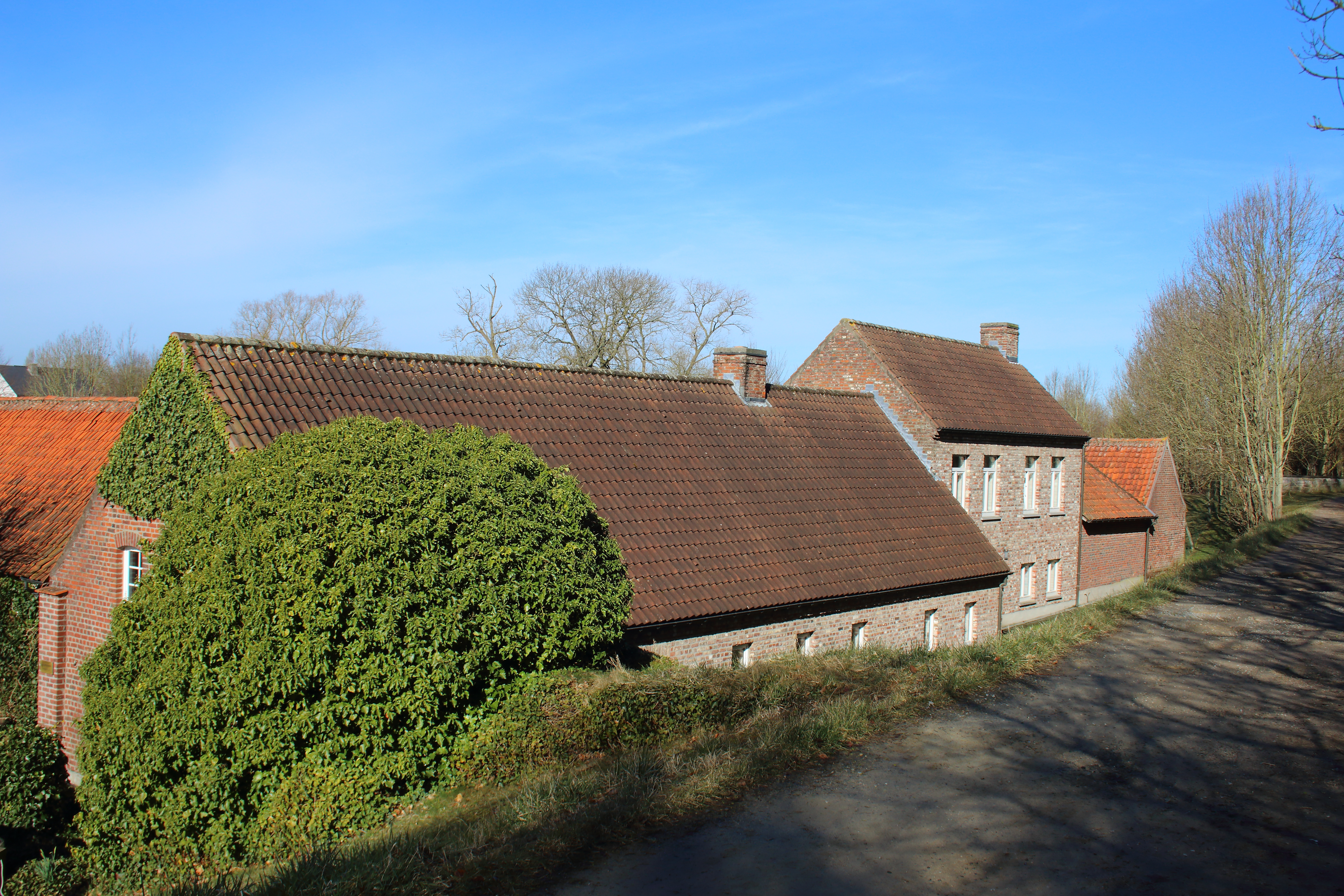
Leirenshof
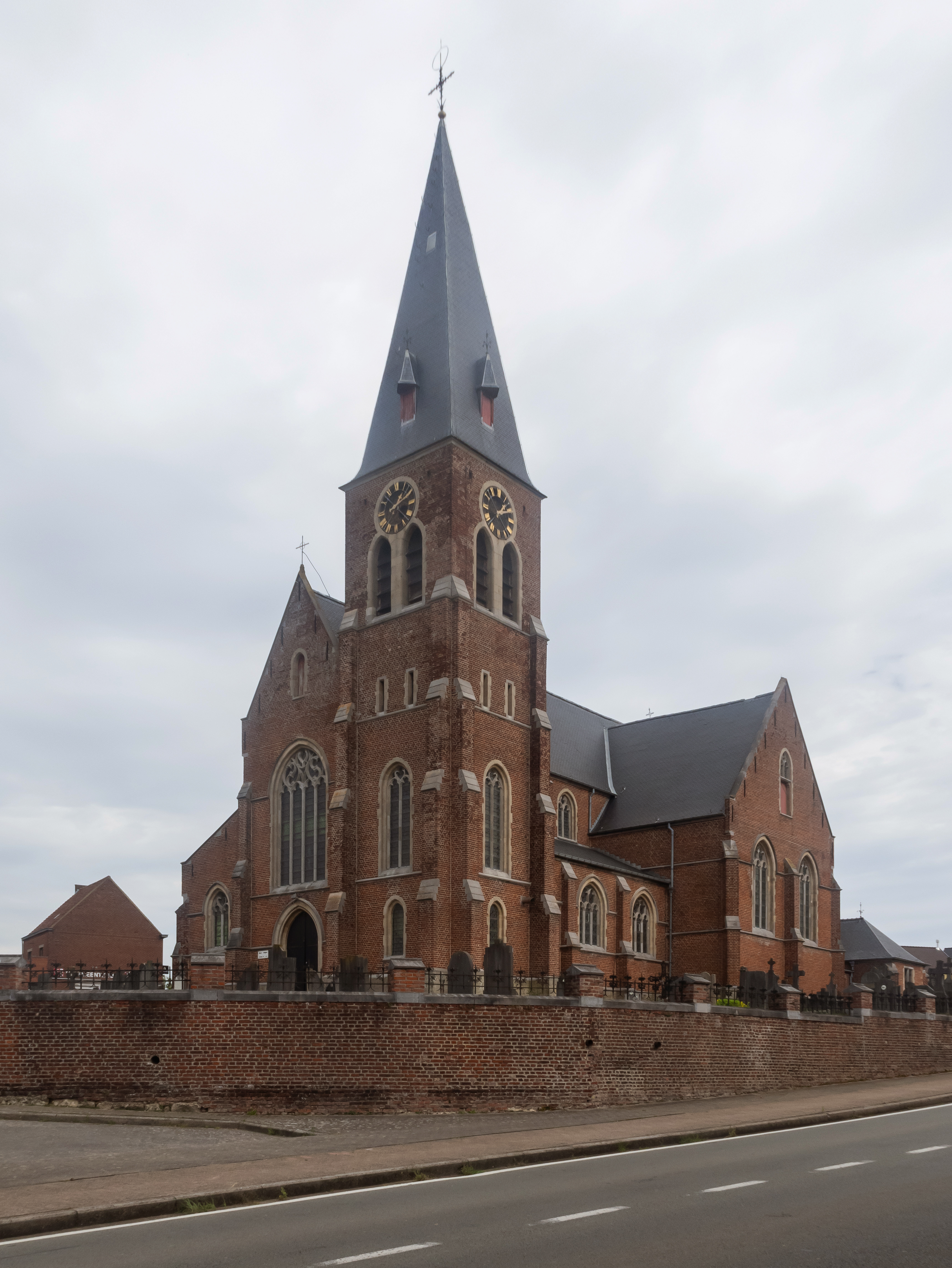
De Sint-Andreaskerk uit 1898

## Sport
In Strijpen speelt de voetbalclub Racing Strijpen.

## Verkeer
Strijpen ligt langs de N454 die Zottegem verbindt met Ronse.

## Religieuze gemeenschappen
De gemeenschap van Fraternité de Tibériade heeft van de vzw Franciscaanse werken de Sint-Antoniuskluis in Strijpen overgemaakt gekregen, tot de kluis werd overgenomen door Poverello.

## Bekende inwoners
- Robert Van Grootenbruele (Strijpen, 05/03/1907 - Zottegem, 16/06/1998), wielrenner
- Gustaaf Verstraeten (Strijpen, 10/06/1872 - Zottegem, 20/04/1947), kunstschilder

## Nabijgelegen kernen
Velzeke, Zottegem, Roborst, Rozebeke, Sint-Goriks-Oudenhove
Deelgemeenten: Elene · Erwetegem · Godveerdegem · Grotenberge · Leeuwergem · Oombergen · Sint-Goriks-Oudenhove · Sint-Maria-Oudenhove · Strijpen · Velzeke-Ruddershove · Zottegem

Plaatsen, gehuchten en wijken: Bevegem · Ruddershove · Velzeke 

Belgische gemeenten · Arrondissement Aalst · Oost-Vlaanderen · Vlaanderen